# Evan Dunham
Evan Dunham (Eugene, Oregón; 18 de diciembre de 1981) es un artista marcial mixto estadounidense que actualmente compite en la categoría de peso ligero en Ultimate Fighting Championship.

## Primeros años
Evan es hijo de Bob y Delyn Dunham. Estudió en la Universidad de Oregón, y trabajó en diversos puestos de trabajo como instalador de cable, antes de convertirse en peleador a tiempo completo.

## Carrera en artes marciales mixtas

### Ultimate Fighting Championship
Dunham debutó en UFC contra Per Eklund en UFC 95. Dunham ganó la pelea por nocaut en la primera ronda.
En su segunda pelea, Dunham se enfrentó a Marcus Aurélio en UFC 102. Dunham ganó la pelea por decisión dividida.
El 11 de enero de 2010, Dunham se enfrentó a Efraín Escudero en UFC Fight Night 20. Dunham ganó la pelea por sumisión en la tercera ronda, ganando así el premio a la Sumisión de la Noche.
Dunham se enfrentó a Tyson Griffin en UFC 115. Dunham ganó la pelea por decisión dividida.
En su siguiente enfrentamiento, Dunham se enfrentó a Sean Sherk en UFC 119. Dunham perdió la pelea y su invicto por decisión dividida. Tras el evento, ambos peleadores ganaron el premio a la Pelea de la Noche.
Dunham se enfrentó a Melvin Guillard en UFC: Fight for the Troops 2. Dunham perdió la pelea por nocaut técnico en la primera ronda, siendo esta la primera vez que lo noqueaban.
El 17 de septiembre de 2011, Dunham se enfrentó a Shamar Bailey en UFC Fight Night 25. Dunham ganó la pelea por decisión unánime.
Dunham se enfrentó a Nik Lentz en UFC on Fox 2. Dunham ganó la pelea por parón médico en la segunda ronda. Tras el evento, ambos peleadores ganaron el premio a la Pelea de la Noche.
En su siguiente enfrentamiento, Dunham se enfrentó a TJ Grant en UFC 152. Dunham perdió la pelea por decisión unánime. Tras el evento, ambos peleadores ganaron el premio a la Pelea de la Noche.
Dunham se enfrentó a Gleison Tibau en UFC 156. Dunham ganó la pelea por decisión dividida.
El 18 de mayo de 2013, Dunham se enfrentó a Rafael dos Anjos en UFC on FX 8. Dunham perdió la pelea por decisión unánime.
Dunham se enfrentó a Donald Cerrone el 16 de noviembre de 2013 en UFC 167. Dunham perdió la pelea por sumisión en la segunda ronda.
El 16 de julio de 2014, Dunham se enfrentó a Edson Barboza en UFC Fight Night 45. Dunham perdió la pelea por nocaut técnico en la primera ronda.
El 3 de enero de 2015, Dunham se enfrentó a Rodrigo Damm en UFC 182. Dunham ganó la pelea por decisión unánime.
Dunham se enfrentó a Ross Pearson el 18 de julio de 2015 en UFC Fight Night 72. Dunham ganó la pelea por decisión unánime.
Dunham se enfrentó a Joe Lauzon el 11 de diciembre de 2015 en The Ultimate Fighter 22 Finale. Dunham ganó la pelea por decisión unánime.

## Campeonatos y logros
- Ultimate Fighting Championship
  - Pelea de la Noche (Cuatro veces)
  - Sumisión de la Noche (Una vez)

## Récord en artes marciales mixtas
| Resultado | Récord | Oponente              | Método                              | Evento                                   | Fecha                    | Ronda | Tiempo | Localización                | Notas                    |
| --------- | ------ | --------------------- | ----------------------------------- | ---------------------------------------- | ------------------------ | ----- | ------ | --------------------------- | ------------------------ |
| Derrota   | 18–9–1 | Herbert Burns         | Sumisión (rear-naked choke)         | UFC 250                                  | 6 de junio de 2020       | 1     | 1:20   | Las Vegas, Nevada           | Peso acordado (150 lbs). |
| Derrota   | 18–8–1 | Francisco Trinaldo    | KO (rodillazo)                      | UFC Fight Night: Santos vs. Anders       | 22 de septiembre de 2018 | 2     | 4:10   | São Paulo, Brasil           |                          |
| Derrota   | 18–7–1 | Olivier Aubin-Mercier | TKO (rodillazos al cuerpo y golpes) | UFC 223                                  | 7 de abril de 2018       | 1     | 0:53   | Brooklyn, New York          |                          |
| Empate    | 18–6–1 | Beneil Dariush        | Empate (mayoritario)                | UFC 216                                  | 7 de octubre de 2017     | 3     | 5:00   | Paradise, Nevada            |                          |
| Victoria  | 18–6   | Ricky Glenn           | Decisión (unánime)                  | UFC Fight Night: Poirier vs. Johnson     | 17 de septiembre de 2016 | 3     | 5:00   | Hidalgo, Texas              | Pelea de la Noche.       |
| Victoria  | 17–6   | Joe Lauzon            | Decisión (unánime)                  | The Ultimate Fighter 22 Finale           | 11 de diciembre de 2015  | 3     | 5:00   | Las Vegas, Nevada           |                          |
| Victoria  | 16–6   | Ross Pearson          | Decisión (unánime)                  | UFC Fight Night: Bisping vs. Leites      | 18 de julio de 2015      | 3     | 5:00   | Glasgow                     |                          |
| Victoria  | 15–6   | Rodrigo Damm          | Decisión (unánime)                  | UFC 182                                  | 3 de enero de 2015       | 3     | 5:00   | Las Vegas, Nevada           |                          |
| Derrota   | 14–6   | Edson Barboza         | TKO (patada al cuerpo y golpes)     | UFC Fight Night: Cerrone vs. Miller      | 16 de julio de 2014      | 1     | 3:06   | Atlantic City, Nueva Jersey |                          |
| Derrota   | 14–5   | Donald Cerrone        | Sumisión (triangle choke)           | UFC 167                                  | 16 de noviembre de 2013  | 2     | 3:49   | Las Vegas, Nevada           |                          |
| Derrota   | 14–4   | Rafael dos Anjos      | Decisión (unánime)                  | UFC on FX: Belfort vs. Rockhold          | 18 de mayo de 2013       | 3     | 5:00   | Jaraguá do Sul              |                          |
| Victoria  | 14–3   | Gleison Tibau         | Decisión (dividida)                 | UFC 156                                  | 2 de febrero de 2013     | 3     | 5:00   | Las Vegas, Nevada           |                          |
| Derrota   | 13–3   | TJ Grant              | Decisión (unánime)                  | UFC 152                                  | 22 de septiembre de 2012 | 3     | 5:00   | Toronto                     | Pelea de la Noche.       |
| Victoria  | 13–2   | Nik Lentz             | TKO (parada médica)                 | UFC on Fox: Evans vs. Davis              | 28 de enero de 2012      | 2     | 5:00   | Chicago, Illinois           | Pelea de la Noche.       |
| Victoria  | 12–2   | Shamar Bailey         | Decisión (unánime)                  | UFC Fight Night: Shields vs. Ellenberger | 17 de septiembre de 2011 | 3     | 5:00   | Nueva Orleans, Louisiana    |                          |
| Derrota   | 11–2   | Melvin Guillard       | TKO (rodillazos)                    | UFC: Fight for the Troops 2              | 22 de enero de 2011      | 1     | 2:58   | Fort Hood, Texas            |                          |
| Derrota   | 11–1   | Sean Sherk            | Decisión (dividida)                 | UFC 119                                  | 25 de septiembre de 2010 | 3     | 5:00   | Indianapolis, Indiana       | Pelea de la Noche.       |
| Victoria  | 11–0   | Tyson Griffin         | Decisión (dividida)                 | UFC 115                                  | 12 de junio de 2010      | 3     | 5:00   | Vancouver                   |                          |
| Victoria  | 10–0   | Efraín Escudero       | Sumisión (armbar)                   | UFC Fight Night: Maynard vs. Diaz        | 11 de enero de 2010      | 3     | 1:59   | Fairfax, Virginia           | Sumisión de la Noche.    |
| Victoria  | 9–0    | Marcus Aurélio        | Decisión (dividida)                 | UFC 102                                  | 29 de agosto de 2009     | 3     | 5:00   | Portland, Oregón            |                          |
| Victoria  | 8–0    | Per Eklund            | KO (golpes)                         | UFC 95                                   | 21 de febrero de 2009    | 1     | 2:13   | Londres                     |                          |
| Victoria  | 7–0    | Dustin Akbari         | Sumisión (rear-naked choke)         | PFC 12: High Stakes                      | 22 de enero de 2009      | 3     | 0:40   | Lemoore, California         |                          |
| Victoria  | 6–0    | Eben Kaneshiro        | TKO (golpes)                        | RFC: Bragging Rights II                  | 13 de septiembre de 2008 | 2     | 3:05   | Eugene, Oregón              |                          |
| Victoria  | 5–0    | Cleber Luciano        | Sumisión (guillotine choke)         | PFP: Ring of Fire                        | 9 de diciembre de 2007   | 3     |        | Quezon City                 |                          |
| Victoria  | 4–0    | Talon Hoffman         | Sumisión (guillotine choke)         | DesertBrawl                              | 28 de septiembre de 2007 | 1     | 0:38   | Bend, Oregón                |                          |
| Victoria  | 3–0    | Mark Daoust           | Sumisión (rear-naked choke)         | Elite Warriors Championship              | 2 de junio de 2007       | 1     | 3:46   | Portland, Oregón            |                          |
| Victoria  | 2–0    | Nassor Lewis          | Sumisión (armbar)                   | Rise FC 2: Hawaii vs. Mainland           | 28 de abril de 2007      | 1     | 1:16   | Eugene, Oregón              |                          |
| Victoria  | 1–0    | Gabriel Martinez      | Decisión (unánime)                  | GC 62: Sprawl or Brawl                   | 14 de abril de 2007      | 2     | 5:00   | Lakeport, California        |                          |